# Merkaba

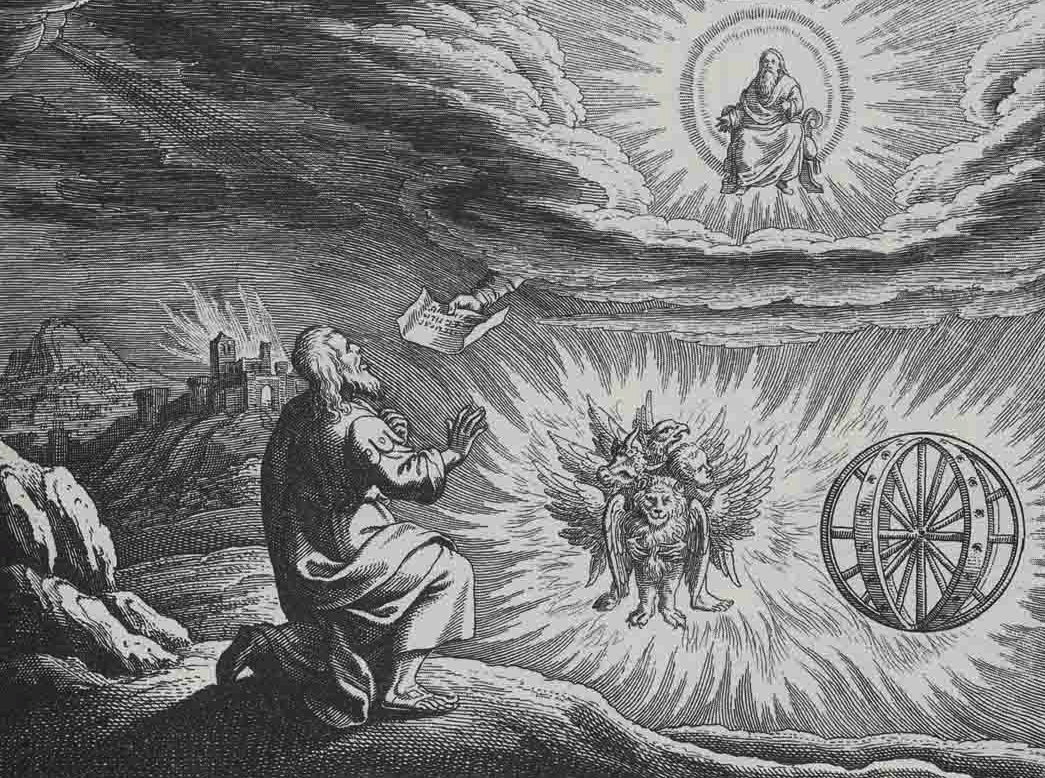
Kupferstich der Merkabavision des Ezechiel aus dem Iconum Biblicarum des Matthäus Merian (1593–1650)

Merkaba (althebräisch מרכבה ‚Wagen‘) bezeichnet den „Thronwagen“ der Vision des Ezechiel (in Hes 1,4 ), obwohl im Buch Ezechiel selbst nicht von merkaba, sondern von kisse (Thron) die Rede ist (Ez. 1,26; 10,1; 43,7). Die „Himmelsreise“ oder „Himmelfahrt“ spielt eine zentrale Rolle im Merkaba-Mystizismus, da sie den spirituellen Aufstieg des Mystikers zu Gott darstellt. Die Reise zum Himmel war ein Symbol für die Erlangung von göttlicher Erkenntnis und der Vereinigung mit dem Göttlichen.

## Merkabamystik
Die Merkabamystik oder Merkaba-Literatur bezeichnet eine vorkabbalistische Strömung innerhalb der jüdischen Mystik, die von verschiedenen Historikern der Literatur als das erste vollentwickelte System der jüdischen Mystik bezeichnet worden ist.

### Periodisierungen
Gershom Scholem datierte die Merkava-Mystik auf die Zeit zwischen dem ersten vorchristlichen und dem zehnten nachchristlichen Jahrhundert. Innerhalb geht er von drei Stadien aus, dem der „anonymen Konventikeln der alten Apokalyptiker, der Merkaba-Spekulation der uns mit Namen bekannten Mischna-Lehrer und der Merkaba-Mystik der spät- und nachtalmudischen Zeit“. Wie Peter Schäfer aufgezeigt hat, konzentrierte sich Sholem dabei vor allem auf die Hekhalot-Literatur, wohingegen die ersten beiden von ihm genannten Phasen unterbeleuchtet blieben.
Mark Verman hat vier Perioden in der frühen jüdischen Mystik unterschieden, die sich von Jesajas und Hezekiels Visionen des Throns/Wagens bis zu später erhaltenen Texten der Merkaba-Mystik entwickelten:
- 800–500 v. Chr., mystische Elemente im prophetischen Judentum wie Hesekiels Streitwagen
- ab ca. 530 v. Chr., insbesondere 300–100 v. Chr., apokalyptische Literaturmystik
- ab ca. 100 v. Chr., insbesondere 1–130 n. Chr., frühe rabbinische Merkaba-Mystik, die in der exoterischen rabbinischen Literatur wie dem Pardes gelegentlich erwähnt wird; auch verwandt mit der frühchristlichen Mystik
- dann ca. 1–200 n. Chr., bis ca. 1000 n. Chr., Berichte über den mystischen Aufstieg der Merkaba in der esoterischen Merkaba-Hekhalot-Literatur.[6]

### Frühere Texte
Diese erste Epoche jüdischer Mystik erstreckte sich vom ersten vorchristlichen Jahrhundert bis zum 10. Jahrhundert christlicher Zeitrechnung. Aus der Blütezeit dieser Strömung (3. bis 6. Jahrhundert) sind keine Namen überliefert. Den Merkaba-Mystikern ging es weniger um eine Versenkung in das eigentliche Wesen Gottes als vielmehr in die Mysterien der himmlischen Thronwelt. Nach entsprechenden Vorbereitungen, die sich über einen längeren Zeitraum erstrecken, gelangt der Mystiker zur unmittelbaren Anschauung der Majestät Gottes auf seinem Thron. Auf dem Weg dorthin, der als „Aufstieg in die Thronwelt“ bezeichnet wird, müssen diverse Schwellen überschritten und Gefahren bestanden werden. 

### Gnosis
Der Auf- beziehungsweise Abstieg ist „eine gefahrenreiche Wanderung durch die sieben himmlischen Paläste vor Gottes Thron“, bei der es sich um eine jüdische Variante des Aufstiegs der Seele bei den Gnostikern und Hermetikern des 2. und 3. Jahrhunderts handelt. Die dortigen Archonten, die „der Befreiung der Seele aus den Banden der Welt feindlich gesinnt sind“, entsprechen hier den Torwächtern; um zu passieren, muss der Auf-/Absteigende bei jeder Station jeweils ein spezifisches Passwort aussprechen, das aus einem geheimen Namen besteht. Aus diesen Passwörtern wurden mit der Zeit längere Beschwörungsformeln. Ein Großteil der Texte ist der himmlischen Liturgie gewidmet; sie zitieren Hymnen, die die Engel bzw. die vier Lebewesen singen, die den göttlichen Thron tragen. Diese Lieder enden gewöhnlich mit dem dreifachen Heilig von Jes 6,3 . Die feierliche und monotone Einförmigkeit der Hymnen soll sicher auch die Ekstase fördern.

### Hekhalot-Literatur
In diesen Bereich gehört auch die Beschreibung des göttlichen Palasts oder Tempels, weshalb man auch von Hechalotmystik (von היכלות, Pl. von hebräisch היכל Hechal ‚Tempel‘ oder ‚Palast‘) spricht. Der deutsche Judaist Peter Schäfer bezeichnet die Literatur der Merkava-Mystik allgemein als „Hekhalot-Literatur, d. h., die Literatur, die von den hekhalot, den himmlischen ‚Palästen‘ oder ‚Hallen‘ handelt, die der Mystiker durchschreitet, um zum göttlichen Thron zu gelangen.“ Nach Schäfer ist der Begriff der hekhal den Begrifflichkeiten der Architektur des Tempels in Jerusalem entnommen, wo er die Vorhalle zum Allerheiligsten beschreibt.
Laut Schäfer zählen die fünf Texte Hekhalot Rabbati (= die großen Paläste), Hekhalot Zuṭarti (= die kleinen Paläste), Maʿase Merkava (= Das Werk des Thronwagens), Merkava Rabba (= Der große Thronwagen) und das dritte Buch Henoch (Hebräisches Henochbuch) unbestritten zur Hekhalot-Literatur. In ihrer Zuordnung zur Hekhalot-Literatur umstrittener sieht Schäfer die beiden Texte Reʾuyyot Yeḥezqel (= Die Visionen des Ezechiel) und Masekhet Hekhalot (= Der Traktat von den Hekhalot). Den Text Shiʿur Qoma zählt Schäfer zu Merkava Rabba.

### Merkavah-Mystiker
Eine Person, die den Aufstieg zum göttlichen Thron (merkaba) auf sich nimmt, wurde und wird in der Literatur als yored merkava (hebräisch יורד מרכבה ‚Der zum Thronwagen Hinabsteigende‘, Plural ירדי מרכבה Yorde Merkava) bezeichnet. Für die Tatsache, dass die Mystiker, die zum Thronwagen im himmlischen Palast aufsteigen wollen, als „Hinabsteigende“ bezeichnet wurden, sind verschiedene Erklärungsversuche angebracht wurden, die nach Peter Schäfer das Phänomen allerdings „noch nicht schlüssig“ erklären. Während Gershom Scholem eine Entwicklung beobachtete, nach der in etwa im 3. Jahrhundert die Terminologie vom Aufstieg zum Abstieg zur Merkavah wechselte, bezeichnet Schäfer die Hekhalot-Literatur in diesem Punkt als insgesamt schlicht als „nicht konsequent“ und schreibt den Gebrauch des Verbes yarad vor allem dem Text Hekhalot Rabbati zu.

### Jüdische Philosophie
Gemäß der Mischna (Chagiga 2, 1) ist es verboten, auch nur eine Person in der Einleitung des Buches Ezechiel zu unterrichten, sofern dieser Schüler nicht weise ist und fähig ist, den Stoff selbst zu verstehen. Maimonides qualifiziert dieses Verbot als bindende Halacha. Sein philosophisches Hauptwerk, der Führer der Unschlüssigen, ist ein Versuch, das Studium der Bibel mit demjenigen der aristotelischen Philosophie zu versöhnen. Hierbei werden die Ausführungen über die Merkaba (Ma’asse Merkaba) mit der Metaphysik gleichgesetzt.

## Religionstheoretische Hypothesen
Mircea Eliade weist auf die Ähnlichkeiten schamanischer „Fahrzeuge“ und der Merkaba hin.

## Sonstiges, Trivia
Nicht bloß als Vision Ezechiels, sondern als reales Raumfahrzeug (Prä-Astronautik) meinte Josef F. Blumrich (1913–2002) die Merkaba zu erkennen. Er war mit seinen Mitarbeitern bei der NASA in den 1960er-Jahren unter anderem für Entwurf und Bau einer Stufe der Saturn-V-Mondrakete verantwortlich. Die dabei gemachten Erfahrungen verwertend hat Blumrich Ezechiels Wagen als Raumfahrzeug rekonstruiert und zeichnerisch in allen Einzelheiten dargestellt. Die Beschreibung in Kapitel 1 des Buches Ezechiel wurde dabei wörtlich genommen. Blumrich kam zu dem Schluss, es habe sich um ein senkrecht startendes Raumfahrzeug gehandelt, dessen vier Räder in alle Richtungen drehbar waren.
Auf Blumrichs Überlegungen aufbauend hat Hans Herbert Beier (1929–2004), auch er Ingenieur bei einem großen Unternehmen, die in den Kapiteln 40 bis 47 des Buches Ezechiel geschilderten Tempel als Start-, Lande- und Wartungseinrichtungen des Raumfahrzeugs ausgemacht. Auch er beschreibt die – bis heute allerdings nicht lokalisierten – Bauten detailliert, sich dabei streng an Ezechiels Schilderungen haltend.
Der zeitgenössische deutsche Maler Anselm Kiefer betitelte 1987 eines seiner großformatigen Bilder, das ein Kampfflugzeug des Zweiten Weltkriegs im Absturz zeigt, mit Merkaba. Später ergänzte er dies Bild zu einem ganzen Zyklus Merkaba, der 2002 in der Gagosian Gallery, New York, gezeigt wurde.
Merkava ist der Name eines israelischen Kampfpanzers.